# Marwan Chajr ad-Din
Marwan Chajr ad-Din (ur. w 1968 r. w Hasbaji) – libański polityk i ekonomista-bankowiec, druz, jeden z założycieli i przywódców Libańskiej Partii Demokratycznej. W lipcu 2011 roku zastąpił Talala Arslana (prywatnie męża siostry) na stanowisku sekretarza stanu w rządzie Nażiba Mikatiego.